# إسحق ألبينيز
إسحق ألبينيز (بالإسبانية: Isaac Albéniz وتُلفظ بالإسبانية: iˈsak alˈβeniθ) (ولد 29 مايو 1860 - توفي 18 مايو 1909) هو مؤلّف موسيقي وعازف بيانو إسباني بارز. ولعل أشهر أعماله هي «إيبيريا» Iberia، وهي عبارة عن مجموعة من 12 لحناً للبيانو تُعبّر عن روح إسبانيا وعلى وجه الخصوص روح مقاطعة أندلوسيا. وبشكل عام يُعتبر ألبينيز أحد أبرز وجوه المدرسة الوطنية الإسبانية في الموسيقى. كما أن أعماله، وخصوصاً إيبيريا قد أثرت تأثيرًا كبيرًا على الموسيقى الإسبانية من بعده.
كان ألبينيز في طفولته بمثابة طفل أعجوبة. حيث برزت مواهبه الموسيقية في سن مبكرة جداً. فقد بدأ العزف وهو ابن أربع سنين. وببلوغه 15 عاماً كان قد قام بالعديد من الحفلات الموسيقية في بقاع عديدة من العالم.

## حياته
إيزاك ألبينيتز كان طفلا موهوبا يجيد العزف على آلة البيانو، واجتاز امتحان القبول في كونسرفتوار باريس حين كان في السادسة وأصبح فنانا متجولا في سن الثالثة عشرة. قام بعمل المزيد من الدراسات في لايبزغ وبروكسل وتلقى بعض الدروس الخاصة مع فرانز ليست. أعظم تأثير على تطوره كمؤلف موسيقي كان حين تعرفه على العالم الموسيقي الأسباني الرائد فيليب بيدريل، الذي شجعه على التركيز على ابتكار موسيقى ذات طابع إسباني خاص.
أول محاولة كبرى لألبينتز في كتابة أعمال قومية كانت بعمل «المتتالية الأسبانية» سنة 1886، وهي 8 مقطوعات صغيرة للبيانو، كل واحدة منها تصور بلدة معينة أو إقليم في حين تعكس بعض المقطوعات إيقاع جذاب للموسيقى الفلكلورية الأسبانية، تتضمن أعمال أخرى مثل «غرناطة» ألحانًا عربية تتميز بالجمال. وما زال يمكن ملاحظة تأثر ألبينتز بأسلوب شوبان وليست في الكتابة لآلة البيانو لكن الموسيقى أسبانية بحق في طابعها العاطفي الذي يعبر عن الحنين والشعور المر والعذب حتى حين تكون الموسيقى حيوية. في حين كانت ال12 مقطوعة أقل وصفا من اسكتشات «المتتالية الأسبانية»، تشكل المقطوعات عمله «متتالية أيبريا» (1906)، وهي رائعة ألبينتز، التي تضم موسيقى تتميز بالخيال غير العادي والتعقيد الذي يعكس موهبة المؤلف الملحوظة في التصوير وتصحبها روحانية حزينا حينا ومبهجة حينا آخر. وتمثل هذه المقطوعات، التي تتناول معظمها الأندلس، أعظم إنجاز في الأعمال التي تم كتابتها لآلة البيانو في أسبانيا وتميز اللحظة التي ظهر فيها الأسلوب الموسيقي القومي بحق في شبه جزيرة آيبيريا.

## وصلات خارجية
- إسحق ألبينيز على موقع IMDb (الإنجليزية)
- إسحق ألبينيز على موقع الموسوعة البريطانية (الإنجليزية)
- إسحق ألبينيز على موقع ألو سيني (الفرنسية)
- إسحق ألبينيز على موقع ميوزك برينز (الإنجليزية)
- إسحق ألبينيز على موقع أول موفي (الإنجليزية)
- إسحق ألبينيز على موقع قاعدة بيانات برودواي على الإنترنت (الإنجليزية)
- إسحق ألبينيز على موقع قاعدة بيانات الأفلام السويدية (السويدية)
- إسحق ألبينيز على موقع إن إن دي بي (الإنجليزية)
- إسحق ألبينيز على موقع أول ميوزيك (الإنجليزية)
- إسحق ألبينيز على موقع ديسكوغز (الإنجليزية)

1. 1 2 3 4  Paul de Roux (1994). Nouveau Dictionnaire des œuvres de tous les temps et tous les pays (بالفرنسية) (2nd ed.). Éditions Robert Laffont. Vol. 1. p. 40. ISBN:978-2-221-06888-5. OL:853541M. QID:Q28924058.
2. ↑   http://www.encyclopedia.com/topic/Isaac_Albeniz.aspx. {{استشهاد ويب}}: |url= بحاجة لعنوان (مساعدة) والوسيط |title= غير موجود أو فارغ (من ويكي بيانات) (مساعدة)
3. 1 2  Archivio Storico Ricordi، QID:Q3621644
4. ↑   https://datos.gob.es/es/catalogo/e00123904-autores-espanoles-en-dominio-publico-fallecidos-desde-1900. {{استشهاد ويب}}: |url= بحاجة لعنوان (مساعدة) والوسيط |title= غير موجود أو فارغ (من ويكي بيانات) (مساعدة)
5. 1 2  "Альбенис, Исаак". Большая советская энциклопедия. Том 2, 1926 (بالروسية). 2: 289–290. 1926. QID:Q29001426.
6. ↑   http://www.nndb.com/edu/706/000093427/. {{استشهاد ويب}}: |url= بحاجة لعنوان (مساعدة) والوسيط |title= غير موجود أو فارغ (من ويكي بيانات) (مساعدة)
7. ↑  MusicBrainz (بالإنجليزية), MetaBrainz Foundation, QID:Q14005
8. ↑  NPR Encylopedia of Classical Music